# Mykonos (single)
Mykonos is een single van de Amerikaanse band Fleet Foxes uit 2009. Het stond al in 2008 als vierde track op de ep Sun Giant.
Mykonos is geschreven door Robin Pecknold en geproduceerd door Phil Ek. Pecknold vertelde dat het nummer het moeilijkste lied van de band is om live te zingen. Het is het meest succesvolle nummer van de band, met noteringen in Vlaanderen (18e plek) en in het Verenigd Koninkrijk (51e plek).